# Johannes Gregorius van den Bergh

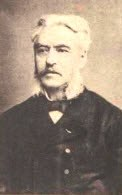
Johannes Gregorius van den Bergh (um 1880)

Johannes Gregorius van den Bergh (abgekürzt J. G. van den Bergh, * 23. Dezember 1824 in Maastricht; † 27. Mai 1890 ebenda) war ein niederländischer Ingenieur und Minister.
Ab 1846 war van den Bergh maßgeblich an dem Bau der Bahnstrecken Aachen–Maastricht und Hasselt–Maastricht beteiligt. So konstruierte er die Maasbrücke, die erste große Eisenbahnbrücke in den Niederlanden.
Nach der Fertigstellung der Bahnen am 1. Oktober wurde J. G. van den Bergh Stadtbaumeister von Maastricht und im Jahre 1861 trat er in den Dienst der Niederländischen Staatseisenbahn ein. Von 1883 bis 1887 war er als Minister für Wasserbau, Handel und Industrie tätig.